# Tapetoretinale Degeneration
Die Tapetoretinale Degeneration ist ein Oberbegriff für erbliche Netzhautdystrophien (Erkrankungen der Netzhaut, lateinisch Retina). Die Erkrankungen können eventuell zur Erblindung führen und kommen isoliert, im Rahmen von Syndromen oder Speicherkrankheiten vor.
Unter diesem Begriff werden zusammengefasst:
- Retinopathia pigmentosa, periphere, vorwiegend die Stäbchen betreffende tapetoretinale Degenerationen (z. B. Retinitis pigmentosa)
- Makuladegeneration, zentrale, vorwiegend die Zapfen betreffende tapetoretinale Degenerationen (z. B. Makuladystrophien)
- Zapfen-Stäbchen-Dystrophie
- Choroideremie
- Lebersche Kongenitale Amaurose

Ferner finden sich unter diesem Stichwort folgende Erkrankungen:
- Ataxie mit tapetoretinaler Degeneration[4]
- Zerebelläre Hypoplasie-tapetoretinale Degeneration-Syndrom[5]
- Morbus Stargardt, juvenile Form